# Навігація за рельєфом (ракетна зброя)
Крилаті ракети для автономної навігації використовують низку систем, що використовують завантажені на бортовий комп'ютер цифрові дані про рельєф місцевості, зіставляючи їх з даними від датчиків ракети. Це дозволяє сучасним ракетам летіти близько до поверхні землі або води, аж до поземного польоту. Відомими різновидами такої навігації є:
- DSMAC (англ. Digital Scene Matching Area Correlation — цифрова кореляція зображень рельефу місцевості[уточнити переклад]) — система навігації, що зіставляє зображення місцевості з даними, отриманими ракетою з камери.[1]
- TERCOM (англ. Terrain Contour Matching — зіставлення з контурами рельєфу) — система навігації крилатих ракет, що зіставляє завантажені в бортовий комп'ютер контурні карти рельєфу та дані з бортового радара.[1]
- TERPROM (англ. Terrain Profile Matching — зіставлення з профілем рельєфу) — система навігації, що зіставляє цифрові дані про висоти місцевості з даними інших систем наведення та радіовисотоміром, визначаючи положення ракети на місцевості.[1]